# 犬回虫
犬回虫（いぬかいちゅう、イヌ回虫、学名：Toxocara canis）とは、世界中に分布するイヌおよびイヌ科動物に寄生する回虫 (Parasitic worm) 。犬回虫は雌雄異体であり、成虫は9-18cmの黄白色を呈し、終宿主の腸に寄生する。成犬では通常は寄生していても無症状である。対照的に幼犬には大きな障害を与え、死亡することもある 。待機宿主として幼虫がヒトを含む脊椎動物および無脊椎動物に寄生することがある。ヒトでは他の待機宿主と同様に幼虫を有した犬回虫卵（幼虫包蔵卵）の摂取により寄生が成立する。犬回虫の幼虫の移行により内臓幼虫移行症および眼幼虫移行症 (Ocular larva migrans) がひきおこされる（トキソカラ症 (toxocariasis) ）。

## 形態
犬回虫の成虫は尖った頭蓋と下部を有する円柱状であり、黄色の外皮 (cuticula) に覆われる。頭蓋部には2つの側翼（lateral alae、長さ2–2.5 mm、幅0.2 mm）がある。雄は9–13 × 0.2–0.25 cm、雌は10–18 × 0.25–0.3 cm。犬回虫の虫卵は楕円形あるいは球形であり、厚いタンパク膜に覆われている。大きさは72-85 μmである。

## 生態
犬回虫は成犬の体内では成虫になることはできず、生後5ヶ月以内の仔犬の体内でのみ成虫になれるという不思議な特徴をもつ。雌犬の筋肉中に幼虫が存在しており、妊娠中に何らかのキッカケで仔犬へ幼虫が移行し、仔犬の体内で幼虫が成虫になる。仔犬の腸の中で成虫になった犬回虫が卵を産み、その卵を成犬や他の動物が摂取することで感染が広まる。
雌犬から仔犬への伝播経路は乳汁と胎盤との二つの説が唱えられている。

## 治療
雌犬から仔犬への犬回虫の伝播があるため、新生仔への駆虫薬の投与が強く推奨されている。ピランテル (pyrantel)、fenbendazole、selamectineなどの駆虫薬は成虫に対して効果を示す。

## トキソカラ症
感染している仔犬の体内の雌虫の産む卵は、仔犬の糞便中に混ざって仔犬の体外へ出る。卵が受精卵であった場合、およそ2週間ほどで受精卵が成熟し、幼虫包蔵卵となる。幼虫包蔵卵を、固有宿主であるイヌが摂取した場合はほぼ無症状であるが、他の哺乳類が摂取してしまった場合、幼虫が体内を移行し（暴れ）重篤な症状を引き起こす。人間が幼虫包蔵卵を摂取した場合に起こる病態をトキソカラ症と呼ぶ。
犬回虫は下記の2つの主要な型に分類される寄生虫病であるトキソカラ症を引き起こす
1. 眼幼虫移行症 (Ocular larva migrans; OLM)
犬回虫の寄生は失明の原因となる眼幼虫移行症を引き起こす。眼幼虫移行症は微小な犬回虫の幼虫が眼に迷い込んだ際に発生し、網膜の炎症と瘢痕形成を引き起こす。平均して、毎年700人が眼幼虫移行症により永続的な視力障害を呈している。眼幼虫移行症の治療は難しく、通常は眼の傷害の進行を防ぐ処置が採られる。
2. 内臓幼虫移行症 (Visceral larva migrans; VLM)
犬回虫幼虫の稀な重度感染により内臓幼虫移行症は引き起こされる。内臓幼虫移行症は器官や中枢神経系に幼虫が迷入することにより引き起こされる。幼虫の体内移行により発熱、咳、喘息、肺炎を含む症状が引き起こされる。内臓幼虫移行症の治療は抗寄生虫薬と抗炎症療法が併用される[7]。